# Штястный, Ян (виолончелист)
Ян Штястный (чеш. Jan Šťastný; 1764, Прага — 1830, Мангейм) — чешский композитор и виолончелист конца XVIII — начала XIX вв., один из основоположников (наряду со своим братом Бернардом Вацлавом) чешской национальной виолончельной школы. Сын пражского гобоиста Яна Штястного (ум. 1788).

## Биография
Сведения о жизни Штястного довольно отрывочны. Он родился предположительно в 1764 г. в Праге, учился музыке у своего отца, к 16 годам играл в оркестре одного из пражских театров. В начале 1810-х гг. Штястный был придворным виолончелистом во Франкфурте, где у него, в частности, учился Эдуард Мориц Ганц, затем работал в Мангейме, около 1820 г. был музикдиректором в Нюрнберге и затем, по-видимому, жил и работал в Англии; встречавший его в лондонский период певец и композитор Йозеф Теодор Кров назвал Штястного «Бетховеном виолончели». Следы Штястного теряются после 1826 г.

## Отзывы
Сочинения Штястного для виолончели и basso continuo относятся, по мнению историка виолончельного искусства В. Й. фон Вазилевски, к лучшим образцам старой виолончельной литературы.